# U5 (Metro de Berlín)
La Línea U5 del metro de Berlín es una línea que conecta los barrios orientales de la ciudad (Marzahn y Hellersdorf)" con la estación central de ferrocarriles (Hauptbahnhof). Esta línea fue también la única línea de las originales construidas al momento que no estuvo dividida durante la Guerra Fría, durante la que permaneció íntegramente en Berlín Oriental.

## Historia
Sólo en 1927 se inició la construcción en la era Pre Segunda Guerra Mundial de una línea de transporte rápido por debajo de Große Frankfurter Straße (la actual Karl-Marx-Allee). El diseño fue planeado y dirigido por Johannes Bousset. La primera sección entre Alexanderplatz y Friedrichsfelde, entonces llamado la línea E, fue inaugurado el 21 de diciembre de 1930 (sin embargo, no se mostraba en el mapa del Plan Pharus de 1930).
Durante la época en que Berlín estuvo dividida, la U5 era la única línea que quedaba totalmente dentro de Berlín Oriental, y la única línea que fue extendida activamente por las autoridades de la República Democrática de Alemania. El trabajo en esta extensión se inició en 1969. El 6 de junio de 1973 se inauguró la primera extensión, hasta la estación de Tierpark, sirviendo al parque zoológico. La última extensión, en parte a través de la ruta de una sección abandonada del Ferrocarril VnK (Verbindung nach Kaulsdorf), a las áreas de desarrollo de los distritos de Marzahn y Hellersdorf, entró en servicio el 1 de julio de 1988 (Elsterwerdaer Platz) y el 1 de julio de 1989 (Hönow). Tras la unificación de Berlín Oriental y Occidental el 3 de octubre de 1990, la línea se renombró como U5, debido a la inexistencia de la U5 original (fue dada de baja a inicios de los 70's para permitir la ampliación de la U7 hacia Richard-Wagner-Platz).
Posteriormente, se planeó su extensión al oeste, hacia la Estación Central de Berlín (aunque el plan original llegaba hasta el hoy en día cerrado Aeropuerto de Tegel. Este proyecto se articuló en dos fases. El primer tramo de la ampliación entró en servicio el 8 de agosto de 2009 entre la ya mencionada estación central y la Puerta de Brandeburgo (el cual permaneció como servicio lanzadera por casi 11 años, operando con el nombre de U55 y desconectado del resto de la línea. El segundo tramo, entre esta última y Alexanderplatz, fue inaugurado el 4 de diciembre de 2020, con lo cual la línea U5 ha pasado a ser la segunda en extensión después de la U7.

## Estaciones

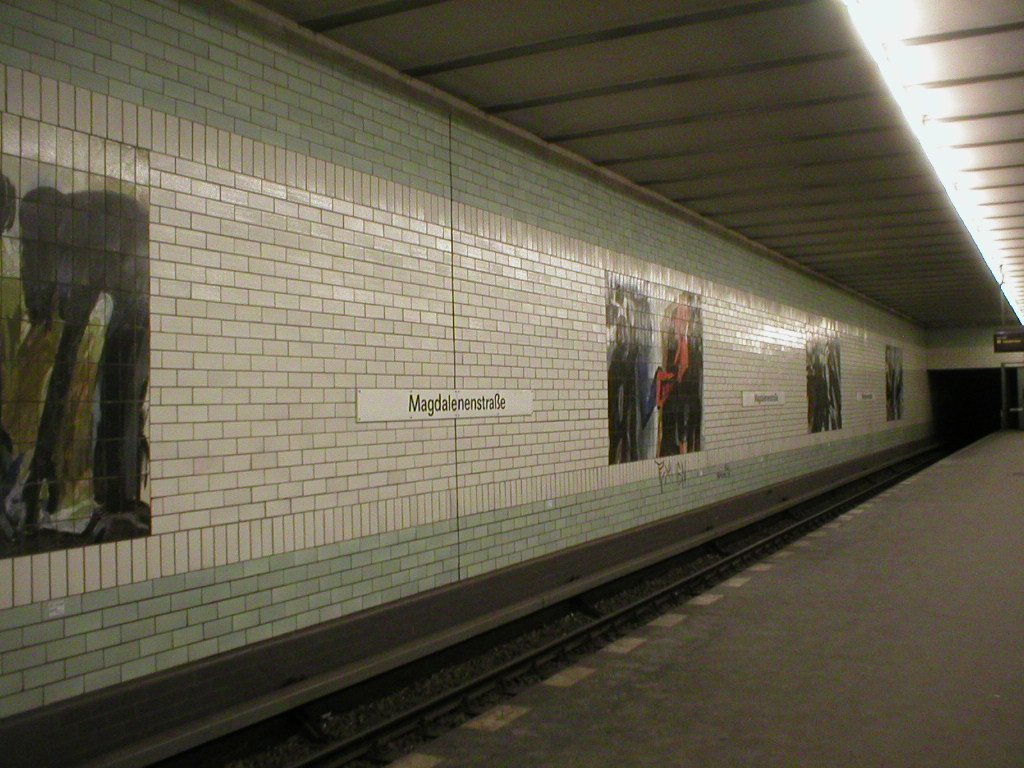
Estación Magdalenenstraße antes de la renovación de 2003

De este a oeste, la U5 cuenta con las siguientes estaciones:
- Hönow (en la frontera con el estado de Brandeburgo)
- Louis-Lewin-Straße
- Hellersdorf
- Cottbusser Platz
- Kienberg-Gärten der Welt
- Kaulsorf-Nord
- Wuhletal (S5)
- Elsterwerdaer Platz
- Biesdorf-Süd
- Tierpark
- Friedrichsfelde
- Lichtenberg (Regionalverkehr, S5, S7, S75)
- Magdalenenstraße
- Frankfurter Allee (S41, S42, S8, S85, S9)
- Samarieterstraße
- Frankfurter Tor
- Weberwiese
- Strausberger Platz
- Schillingstraße
- Alexanderplatz (Regionalverkehr, S3, S5, S7, U2, U8
- Berliner Rathaus
- Museumsinsel
- Unter den Linden (U6) (La estación de Französische Straße fue dada de baja debido a su cercanía)
- Brandenburger Tor (S1, S2, S25)
- Bundestag
- Hauptbahnhof (Fern- y Regionalverkehr, S3, S5, S7)